# 1982 na animação
Eventos de animação em 1982.

## Eventos
- 15 de julho - o estúdio de animação Japonês Anime International Company foi fundada.[1]

## Série de televisão

### Estreia
- 18 de setembro:
  - The Flintstone Funnies  na NBC (Estados Unidos, de 1982 1984).
  - O show de Gary Coleman estreado na NBC (eua, 1982)
  - Gilligan Planeta na CBS (Estados Unidos, 1982-1983).
- 25 de setembro Pac-Man (série de TV) no ABC (Estados Unidos, 1982-1983).
- 1 De Novembro – Super Ted (Reino Unido, 1982-1986).

### Finais
- 11 de setembro – Força Jovem (série animada) na NBC (Estados Unidos, 1981-1982).
- 18 de setembro – Thundarr o barbaro no ABC (Estados Unidos, 1980-1982).
- 11 de dezembro – O show de Gary Coleman  na NBC (eua, 1982)

## Nascimentos
- 8 de julho – Pendleton Ward, animador Americano, escritor e ator de voz
- 13 de setembro – J. G. Quintel, Americano, animador, roteirista e ator de voz